# Борисенко, Мирослав Владимирович
Мирослав Владимирович Борисенко (22 февраля 1974, Киев) — украинский историк, специалист в области истории культуры Украины и социальной истории Украины XX века. Доктор исторических наук.

## Биография
Мирослав Борисенко родился в 1974 году. В 1996 году окончил исторический факультет Киевского национального университета и продолжил учёбу в аспирантуре в этом же университете.
В 1999 году защитил кандидатскую диссертацию по теме «Литературные организации в общественно-политической жизни Украины в 1920—1932 годах».
В 2009 году защитил докторскую диссертацию по теме «Жильё и быт городского населения в условиях трансформации урбанистической среды Украины в 20-30-х годах XX века».
С 2009 года — доцент кафедры этнологии и краеведения исторического факультета Киевского университета, впоследствии — профессор.

## Научная деятельность
Впервые в украинской историографии исследовал быт жителей коммунальных квартир в 20-30-х годах XX века.
Разработал специальные курсы для магистров по специальности «этнология» — «Культура и быт городского населения в XX веке», «Повседневность и мифология современности».
Автор около 50 научных работ. Основные работы:
- Літературні організації в суспільнополітичному житті України (1920—1932 рр.) : автореф. дис… канд. іст. наук. — К. : Київський ун-т ім. Т. Г. Шевченка, 1999. — 20 с.
- Уніфікація літературного життя в Україні в 1920—1932 pp. ред.: В. Ф. Салабай.; Київ. нац. екон. ун-т. — К. : «Унісерв», 2001. — 127 c. ISBN 966-95788-1-7
- Топоніміка України в 1920—1930-х роках (історичний аналіз) // Етнічна історія народів Європи. — 2001. — Вип.8;
- До проблеми осмислення тоталітарної культури // Етнічна історія народів Європи. — 2001. — Вип. 10
- Методи впливу влади на театральне життя в Україні в 1920-х роках // Наукові записки НПУ ім. М. П. Драгоманова. Серія Історія. — К., 2001. — Вип. ХХХУІІІ
- «Комунальна утопія» більшовиків у дискурсі тоталітарної культури (1920-1930-і роки) // Вісник Київського національного університету ім. Тараса Шевченка. Історія. — 2004. — Вип.74-76
- Діяльність державно-політичних структур в умовах переходу до ринкової економіки. — К., 2005 (в соавторстве).
- Штрихи до соціальної історії // Пам’ять століть. 2006. № 2
- Побут міських мешканців України в 30-х роках ХХ століття // Етнічна історія народів Європи. — 2008. — Вип. 24. — С. 12-18
- Житло та побут міського населення України в умовах трансформації урбаністичного середовища в 20 — 30-х роках ХХ ст. : автореф. дис. … д-ра іст. наук № 07.00.05. — К. : Київський нац. ун-т ім. Т.Шевченка, 2009. — 32 с.
- Житло і побут міського населення України у 20-30 роках ХХ століття : научное издание. — К. : ВД «Стилос», 2009. — 357 с.
- Житло і побут міського населення України в 20-30-х роках ХХ століття : Монографія. — Вид. друге, доповнене та перероблене. — К. : ВД «Стилос», 2013. — 270 с. ISBN 978-966-193-081-9
- Архітектурний ландшафт міст радянської України (1920—1939 рр.) // Етнічна історія народів Європи. — 2010. — Вип.30.
- Історія сучасного світу : навч.-метод. посібник для самост. вивчення дисципліни / В. Ф. Салабай, М .В. Борисенко, О. П. Гончаров та ін.; Київський національний економічний ун-т ім. Вадима Гетьмана. — К. : КНЕУ, 2006. — 232 с. — Бібліогр.: в кінці розділів. — ISBN 966-574-916-1
- Історія України : навч. посібник / М. В. Борисенко та ін. — К. : Ніка-Центр, 2007. — 184 c. — Бібліогр.: в кінці тем. — ISBN 978-966-521-467-0